# Балінтешть
Балінтешть, Балінтешті (рум. Balintești) — село у повіті Галац в Румунії. Входить до складу комуни Берешть-Мерія.
Село розташоване на відстані 227 км на північний схід від Бухареста, 67 км на північ від Галаца, 127 км на південь від Ясс.

## Населення
За даними перепису населення 2002 року у селі проживали 1096 осіб, з них 1094 особи (99,8%) румунів. Рідною мовою 1095 осіб (99,9%) назвали румунську.